# Трио (фильм)
«Трио» — российский художественный фильм 2003 года режиссёра Александра Прошкина, снятый по сценарию Александра Миндадзе.
Фильм получил две награды на кинофестивале «Окно в Европу» в Выборге в 2003 году: приз За лучшую мужскую роль (Андрею Панину) и Специальный приз жюри за режиссуру (Александру Прошкину).

## Сюжет
Трое оперативников — Николай, Алексей и Марина работают под прикрытием — осуществляют спецзадание. Они должны обезвредить банду, которая грабит и сжигает фуры, убивая водителей. Алексей и Николай изображают простых дальнобойщиков, а Марина — дорожную проститутку. Поиски бандитов осложняются непростыми личными отношениями двух мужчин и одной женщины.
Съёмки фильма производились в Оренбургской области, Башкирии и Калмыкии.

## В ролях
| Актёр             | Роль                             |
| ----------------- | -------------------------------- |
| Андрей Панин      | Николай Агапов, майор милиции    |
| Михаил Пореченков | Алексей Гаркуша, капитан милиции |
| Мария Звонарёва   | Марина Квасова, сержант милиции  |
| Игорь Гордин      | Олег                             |
| Азиз Бейшеналиев  | Ермек                            |
| Ирина Лосева      | Альбина                          |
| Зоя Буряк         | Клавдия Агапова                  |
| Александр Гришин  | Авера                            |
| Александр Журман  | командир СОБРа Василий           |
| Алексей Ванин     | Петрусь                          |
| Юрий Лахин        | Василь                           |
| Игорь Данюшин     | язвенник, водитель фуры "Урожай" |
|                   |                                  |

## Саундтрек
- «Вернись в Сорренто»
- Ария Надира «В сияньи ночи лунной» из оперы Жоржа Бизе «Искатели жемчуга» в исполнении Леонида Собинова
- «Гранитный камушек»
- «Отпустите меня в Гималаи»
- «Хару Мамбуру»

## Фестивали и премии
- 2003 — КФ «Окно в Европу» в Выборге:
  - Приз за лучшую мужскую роль (Андрей Панин)
  - Специальный приз жюри за режиссуру (Александр Прошкин)
- Премия «Золотой Овен», за лучшую женскую роль (Мария Звонарева)